# آنا فالي (لاعبة كرة طائرة)
آنا فالي (31 مايو 1996 - ) (بالإسبانية: Ana Valle)‏ هي لاعبة كرة طائرة المكسيك.